# 반다이 히로키
반다이 히로키(일본어: 萬代 宏樹, 1986년 2월 19일 ~ )는 일본의 전 축구 선수이다.

## 구단 경력
그는 2004년부터 2018년까지 J리그의 베갈타 센다이, 주빌로 이와타, 사간 도스, 더스파 구사쓰, 몬테디오 야마가타, 미토 홀리호크, AC 나가노 파르세이루에서 활동하였다.

## 국가대표팀 경력
그는 2006년 아시안 게임에 참가할 일본 U-23 국가대표팀에 발탁되었다.